# ستيف آرنوت
ستيف آرنوت (بالإنجليزية: Steve Arnott)‏ هو لاعب كرة قدم أسترالية أسترالي، ولد في 24 يناير 1949.

## وصلات خارجية
- ستيف آرنوت على موقع AustralianFootball.com (الإنجليزية)
- ستيف آرنوت على موقع AFLtables.com (الإنجليزية)